# Schuhfabrik Ducké
Die Schuhfabrik Gebrüder Ducké GmbH mit Sitz in Erfurt in der Rudolstädter Straße 39 war ein deutscher Schuhhersteller.

## Geschichte
Georg Ludwig Ducké (gest. 1943) betrieb zusammen mit seinem Bruder Wilhelm Ducké seit 1896 die Firma zunächst unter Schuhfabrik Georg Ducké. Die Brüder stammten aus Fulda, wo sie das vormalige Schuhfabrikations-Geschäft Franz Büchner übernommen hatten und es zunächst unter Franz Büchner Nachfolger führten. In Erfurt hatten sie weitere Räume in der Louisenstraße, am Mainzerhofplatz und am Wermutmühlenweg. Der Architekt Alfred Crienitz, von dem auch die Villen der Fabrikbesitzer in der Espachstraße 2 in Erfurt und in der Cranachstraße 42 in Weimar stammten, entwarf 1909 das Firmengebäude in der Rudolstädter Straße. Die Bautätigkeit, die auch dem Architekten Crienitz zugutekam, zeigte, dass das Geschäft, dessen Aufstieg mit der Produktion von Militärstiefeln begonnen hatte, florierte. Die Firmeninhaber gehörten laut Christiane Weber zur Prominenz der Erfurter Schuhindustrie. Sie hatte Tochterfirmen in Bochum, Weimar, Kassel, Leipzig und Wilhelmshaven. In der Geschichte der Stadt Erfurt von Willibald Gutsche wurde der Firma hinsichtlich der Schuhproduktion eine Hauptrolle zugewiesen. Dabei war sie von den neun Erfurter Schuhproduzenten eine der kleinen.
Die Firma hatte die Reichsbetriebsnummer 0/0343/5234. Nach Georg Duckés Tod 1943 führte dessen Frau Wilhelmine das Unternehmen weiter. Nach 1950 wurde die Firma unter Georg Ducké KG weitergeführt. Die Umwandlung in eine Kommanditgesellschaft bedeutete de facto eine staatliche Beteiligung und zugleich eine Teilenteignung der Eigentümer der Firma.
Die Firma existierte allerdings nicht mehr lange. Sie ist in den 1950er Jahren erloschen.